# Raiffeisenbank Eschlkam-Lam-Lohberg-Neukirchen b.Hl.Blut
Die Raiffeisenbank Eschlkam-Lam-Lohberg-Neukirchen b.Hl. Blut eG  ist eine deutsche Genossenschaftsbank mit angeschlossenem Warengeschäft mit Sitz in der bayerischen Marktgemeinde Eschlkam im Landkreis Cham.

## Geschichte
Die Ursprünge der heutigen Bank gehen bis in das Jahr 1895 zurück, als der Darlehenskassenverein Neukirchen b.Hl.Blut eGmuH mit dem Sitz in Neukirchen beim Heiligen Blut am 3. Februar 1895 von 24 Mitgliedern gegründet wurde. 
Die heutige Raiffeisenbank Eschlkam-Lam-Lohberg-Neukirchen b.Hl.Blut eG entstand aus zwei Fusionen. Zuerst fusionierte im Jahr 1965 die Raiffeisenkasse Eschlkam eGmbH mit dem Sitz in Eschlkam mit der Raiffeisenkasse Warzenried eGmbH mit dem Sitz in Warzenried. Die eigenständigen Kreditinstitute Raiffeisenbank Eschlkam eG und die Raiffeisenbank Neukirchen b.Hl.Blut eG fusionierten anschließend 1992 zur Raiffeisenbank Eschlkam-Neukirchen b.Hl.Blut eG. Im Jahr 2004 kamen die damalige Raiffeisenbank Lam eG mit dem Sitz in Lam und die Raiffeisenbank Lohberg eG mit dem Sitz in Lohberg hinzu. Damit entstand die Raiffeisenbank Eschlkam-Lam-Lohberg-Neukirchen b.Hl.Blut eG in der heutigen Form.

## Rechtsverhältnisse
Die Raiffeisenbank Eschlkam-Lam-Lohberg-Neukirchen b.Hl. Blut eG ist im Genossenschaftsregister beim Amtsgericht Regensburg unter GnR 631 eingetragen.

## Organisationsstruktur
Rechtsgrundlagen sind das Genossenschaftsgesetz und die durch die Vertreterversammlung beschlossene Satzung. Organe der Bank sind der Vorstand, der Aufsichtsrat und die Vertreterversammlung.

## Sicherungseinrichtung
Die Raiffeisenbank Eschlkam-Lam-Lohberg-Neukirchen b.Hl. Blut eG ist der amtlich anerkannten Sicherungseinrichtung des Bundesverbandes der Deutschen Volksbanken und Raiffeisenbanken GmbH und der zusätzlichen freiwilligen Sicherungseinrichtung des Bundesverbandes der Deutschen Volksbanken und Raiffeisenbanken e.V. angeschlossen.

## Geschäftsausrichtung
Die Raiffeisenbank Eschlkam-Lam-Lohberg-Neukirchen b.Hl. Blut eG betreibt das Universalbankgeschäft. Neben dem klassischen Zahlungsverkehrs- sowie Aktiv- und Passivgeschäft arbeitet sie im Verbundgeschäft arbeitet sie mit der DZ Bank, DZ Privatbank, R+V Versicherung, Bausparkasse Schwäbisch Hall, Teambank, Münchener Hypothekenbank, VR Leasing,  DZ Hyp und der Union Investment zusammen.

## Geschäftsgebiet
Das Geschäftsgebiet liegt im Osten des Cham direkt an der Grenze zu Tschechien.
An diesen Orten betreibt die Bank Filialen:
- Eschlkam (Hauptstelle, jur. Sitz)
- Hohenwarth (Geschäftsstelle)
- Lam (Geschäftsstelle)
- Lohberg (Geschäftsstelle)
- Neukirchen beim Heiligen Blut (Geschäftsstelle)
- Warzenried (Geschäftsstelle)

Für das Warengeschäft werden an vier Standorten in Eschlkam, Bad Kötzting, Furth im Wald und Neukirchen b.Hl.Blut Lagerhäuser mit Baufachmärkten unterhalten. Diese bieten Produkte und Dienstleistungen in den Geschäftsfeldern Agrarbedarf, Baustoffe, Brenn- und Treibstoffe, Werkzeuge, Haushaltsbedarf, Heim- und Gartenbedarf u. a. an.